# Crataegus nelsonii
Crataegus nelsonii är en rosväxtart som beskrevs av Eggleston. Crataegus nelsonii ingår i Hagtornssläktet som ingår i familjen rosväxter. Inga underarter finns listade i Catalogue of Life.